# مادرکشی
مادرکشی (انگلیسی: Matricide) عمل کشتن یک مادر است.

## مادرکشی‌های شناخته‌شده یا مشکوک
- آماستریس، دختر هوخشدره و برادرزادهٔ داریوش سوم، آخرین پادشاه هخامنشی .
- نبرد اوکیناوا، نبردی  که در جزایر ریوکیو تحت سلطهٔ ژاپن در اوکیناوا صورت گرفت.
- چارلز ویتمن، دانشجوی رشتهٔ مهندسی و تفنگدار دریایی پیشین آمریکا.
- هنری لی لوکاس، قاتل زنجیره‌ای آمریکایی.
- اد کمپر، آدم‌کش زنجیره‌ای و مرده‌خواه آمریکایی.
- رونالد دفئو جی‌آر.، یک قاتل دسته‌جمعی.
- سوزان کابوت، یک هنرپیشه اهل ایالات متحده آمریکا.
- برادران منندز،  دو برادر آمریکایی به نام‌های اریک منندز (متولد ۲۷ نوامبر ۱۹۷۰) و لیل منندز (متولد ۱۰ ژوئن ۱۹۶۸).
- یوکیو یاماجی، یکی از قاتلان کشور ژاپن.
- دیپندرای نپال